# Штадтштайнах

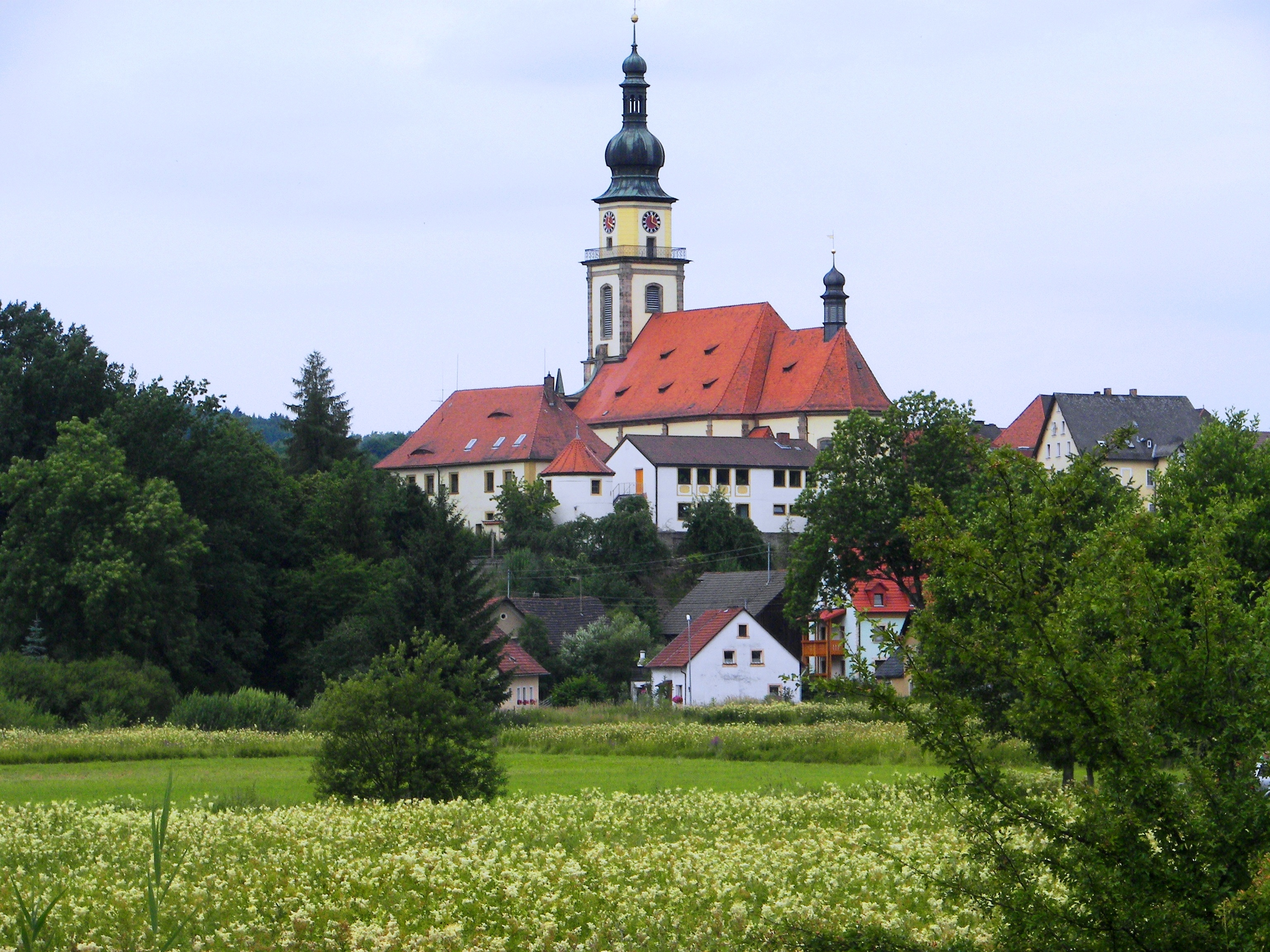
Церковь в Штадтштайнахе

Штадтштайнах (нем. Stadtsteinach) — город в Германии, в земле Бавария. 
Подчинён административному округу Верхняя Франкония. Входит в состав района Кульмбах.  Население составляет 3309 человек (на 31 декабря 2010 года). Занимает площадь 39,65 км². Официальный код  —  09 4 77 156.

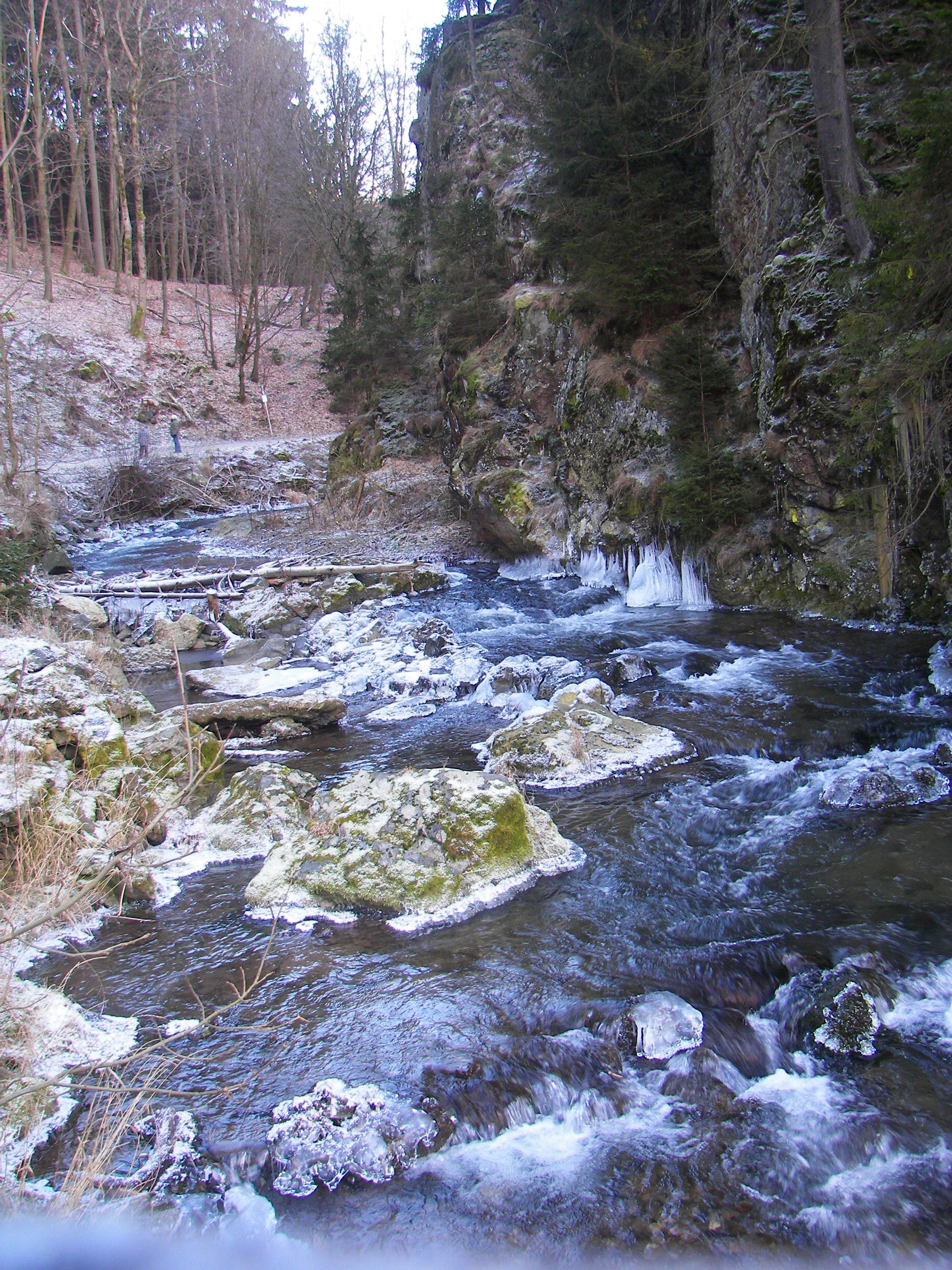

Город подразделяется на 27 городских районов.

## Население
По оценке на 31 декабря 2015 года население общины Штадтштайнах составляет 3229 чел. 

| Дата      | 1840 | 1871 | 1900 | 1925 | 1939 | 1950 | 1961 | 1970 | 1987 | 2011 |
| --------- | ---- | ---- | ---- | ---- | ---- | ---- | ---- | ---- | ---- | ---- |
| Население | 2458 | 2603 | 2486 | 2577 | 2710 | 3931 | 3859 | 3778 | 3481 | 3227 |

| Год       | 1960 | 1970 | 1980 | 1990 | 2000 | 2009 | 2010 | 2011 | 2012 | 2013 | 2014 | 2015 |
| --------- | ---- | ---- | ---- | ---- | ---- | ---- | ---- | ---- | ---- | ---- | ---- | ---- |
| Население | 3954 | 3818 | 3868 | 3559 | 3585 | 3362 | 3309 | 3239 | 3217 | 3234 | 3217 | 3229 |